# Wierzbowa (województwo dolnośląskie)
Wierzbowa (dawniej niem. Rückenwaldau) – wieś wielodrożnicowa w Polsce położona w województwie dolnośląskim, w powiecie bolesławieckim, w gminie Gromadka.

## Podział administracyjny
W latach 1975–1998 miejscowość należała administracyjnie do województwa legnickiego. W latach 1954–1972 wieś była siedzibą Gromadzkiej Rady Narodowej w Wierzbowej.

## Rzeki
Na mokradłach w granicach wsi swój początek bierze rzeka Czarna Woda.

## Geneza nazwy
Według dostępnych źródeł, pierwsza nazwa miejscowości brzmiała: Rücken - grzbiet. Późniejsza nazwa (do roku 1945): Rückenwaldau - była złożeniem trzech niemieckich tematów słowotwórczych (Rücken-wald-au), którego dosłowne tłumaczenie brzmi: 'leśne błonia na grzbiecie'. Najprawdopodobniej nazwa ta ma związek z występującym w okolicy trójwalem, czyli z Wałami Śląskimi.
Po II wojnie światowej, przez krótki okres, wieś nosiła nazwę Lwowiec, po czym zmieniono ją na nazwę: Wierzbowa.

## Historia
Wieś została założona prawdopodobnie w XII wieku przez węglarzy wypalających węgiel drzewny. Wierzbowa leży w centrum Borów Dolnośląskich, w obrębie Przemkowskiego Parku Krajobrazowego. W odległości ok. 3,5 km na północ od wsi leży fragment Wałów Śląskich - średniowiecznych umocnień obronnych (pojawiają się też sugestie, datujące je na XV wiek), biegnących od Krosna Odrzańskiego. W większości Wały te są już prawie niewidoczne, z wyjątkiem 7,5 km odcinka pod Wierzbową, który zachował się w dobrym stanie, w pobliżu ich południowego krańca znajduje się niewielkie wzniesienie, nazwane przez Niemców Polakenberg (Góra Polaków), co ma świadczyć o istniejącym tu w średniowieczu osadnictwie polskim (słowiańskim). Wierzbowa wchodziła w skład lenna zamkowego w Bolesławcu i w 1594 została zakupiona przez bolesławiecką radę miejską, jedynie niewielka część wsi związana była z majątkiem w Modle. W czerwcu 1895 zabudowę spustoszył wielki pożar.
W 1875 w pobliżu wsi wybudowano magistralę kolejową Berlin-Żagań-Wrocław, po której od 1936 kursowały najszybsze pociągi w ówczesnej Europie, tzw. „Latający Ślązak”, osiągający prędkość maksymalną 160 km/h. Trasą tą kursowały również pociągi pospieszne i sypialne z Berlina do Wiednia i Krakowa. W czasach PRL i późniejszych, do końca XX wieku, linia ta była wykorzystywana w niewielkim stopniu. Od roku 2001 trasą tą kursuje pociąg EuroCity „Wawel” Kraków-Berlin-Hamburg. Przystanek kolejowy w tej wsi nosi nazwę Wierzbowa Śląska.
Pod koniec II wojny światowej, we wsi istniała filia niemieckiego obozu pracy z Görlitz (Stalag VIII A), tzw. Arbeitskommando 10001 Ruckenwaldau. Jeńcy (ok. 45 osób), w tym komandosi LRDG, pochodzili głównie z Wielkiej Brytanii oraz Nowej Zelandii i byli zatrudniani do przymusowych prac przy magistrali kolejowej Berlin-Wrocław. W lutym 1945 Niemcy dokonali likwidacji podobozu, poprzez rozstrzelanie jeńców.
Po wojnie we wsi zostali osiedleni głównie Polacy wysiedleni w wyniku czystki etnicznej z kresowej miejscowości Liczkowce (w dawnym województwie tarnopolskim). W latach 60. i 70. XX wieku Wierzbowa była siedzibą nadleśnictwa, obecnie jest siedzibą leśnictwa.

## Zabytki
Do wojewódzkiego rejestru zabytków wpisane są obiekty:
- zabytkowy Kościół Niepokalanego Poczęcia Najświętszej Marii Panny w Wierzbowej z roku 1756, z wieżą podwyższoną w roku 1819. Wezwanie kościoła zostało ustanowione przez przesiedleńców z Liczkowiec; tamtejszy kościół parafialny funkcjonował pod identycznym wezwaniem
- zabytkowy budynek gospodarczy nr 111[7]

Warte wzmianki są także:
- budynek stacji kolejowej z końca XIX w.
- obserwacyjna wieża przeciwpożarowa, odgrywająca kluczową rolę w ochronie Borów Dolnośląskich.

Najstarszym drzewem w miejscowości jest szypułkowy dąb Wernyhora - pomnik przyrody, którego wiek szacowany jest na prawie 350 lat (wykiełkował najprawdopodobniej około roku 1666).

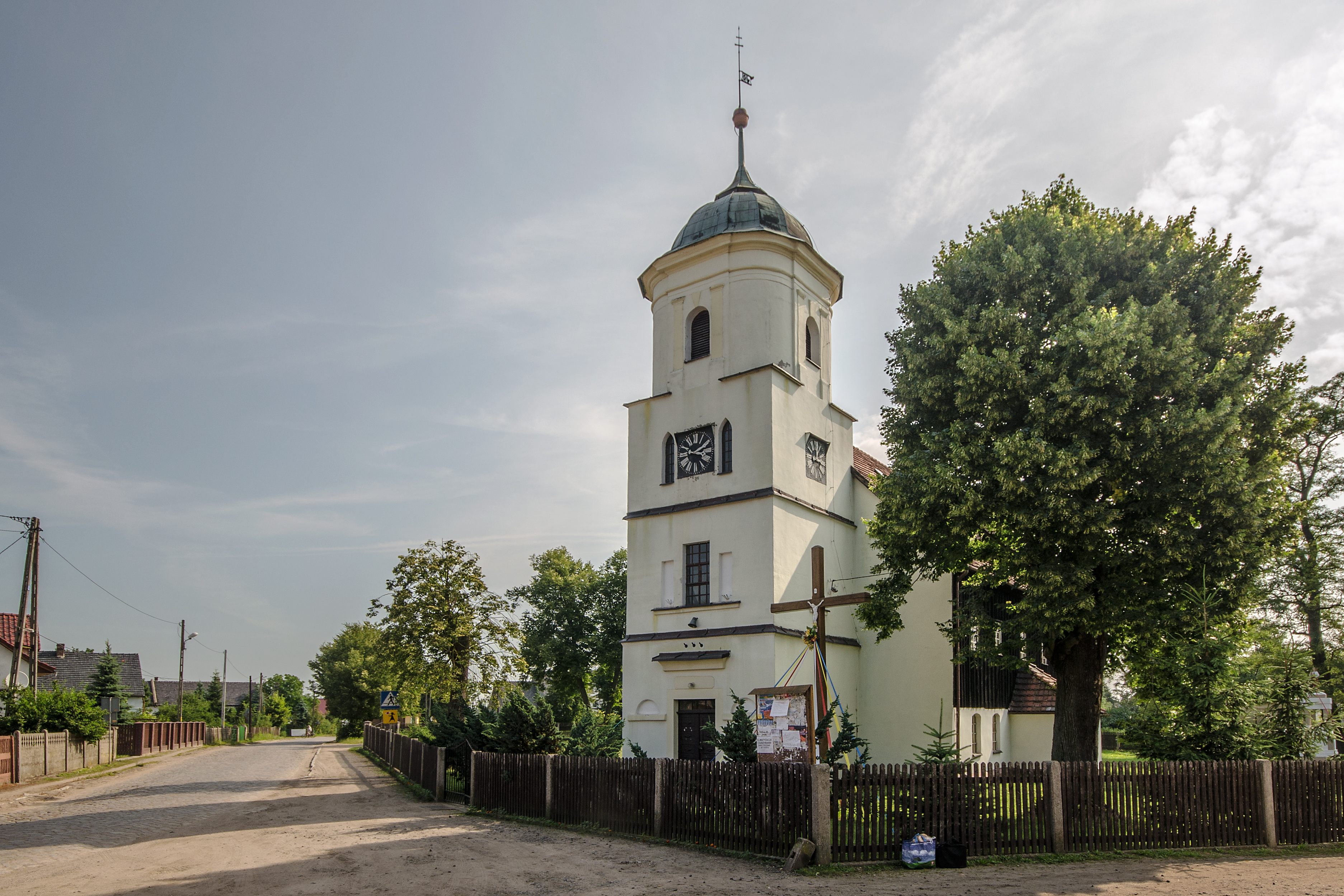
Kościół Niepokalanego Poczęcia NMP
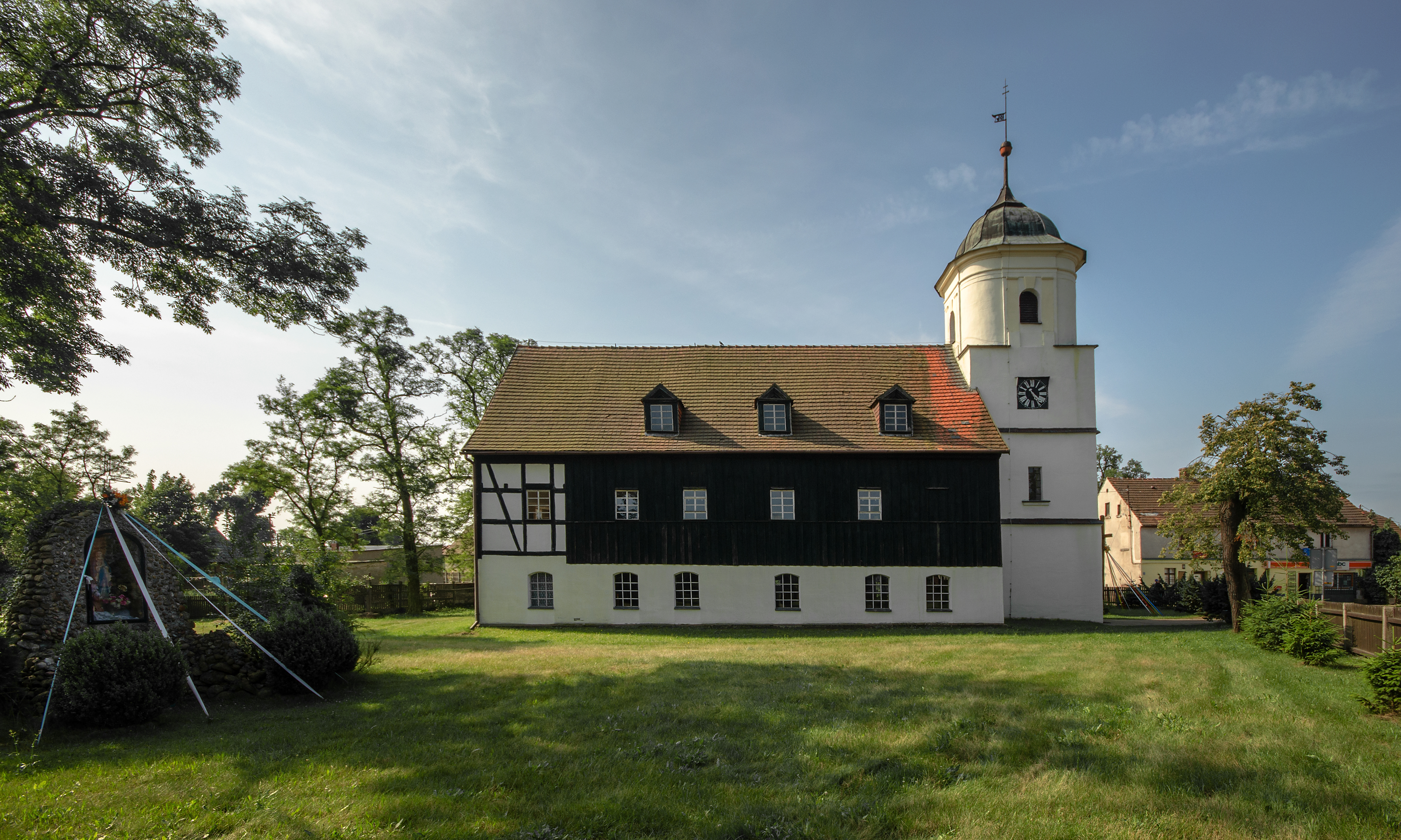
Kościół Niepokalanego Poczęcia NMP
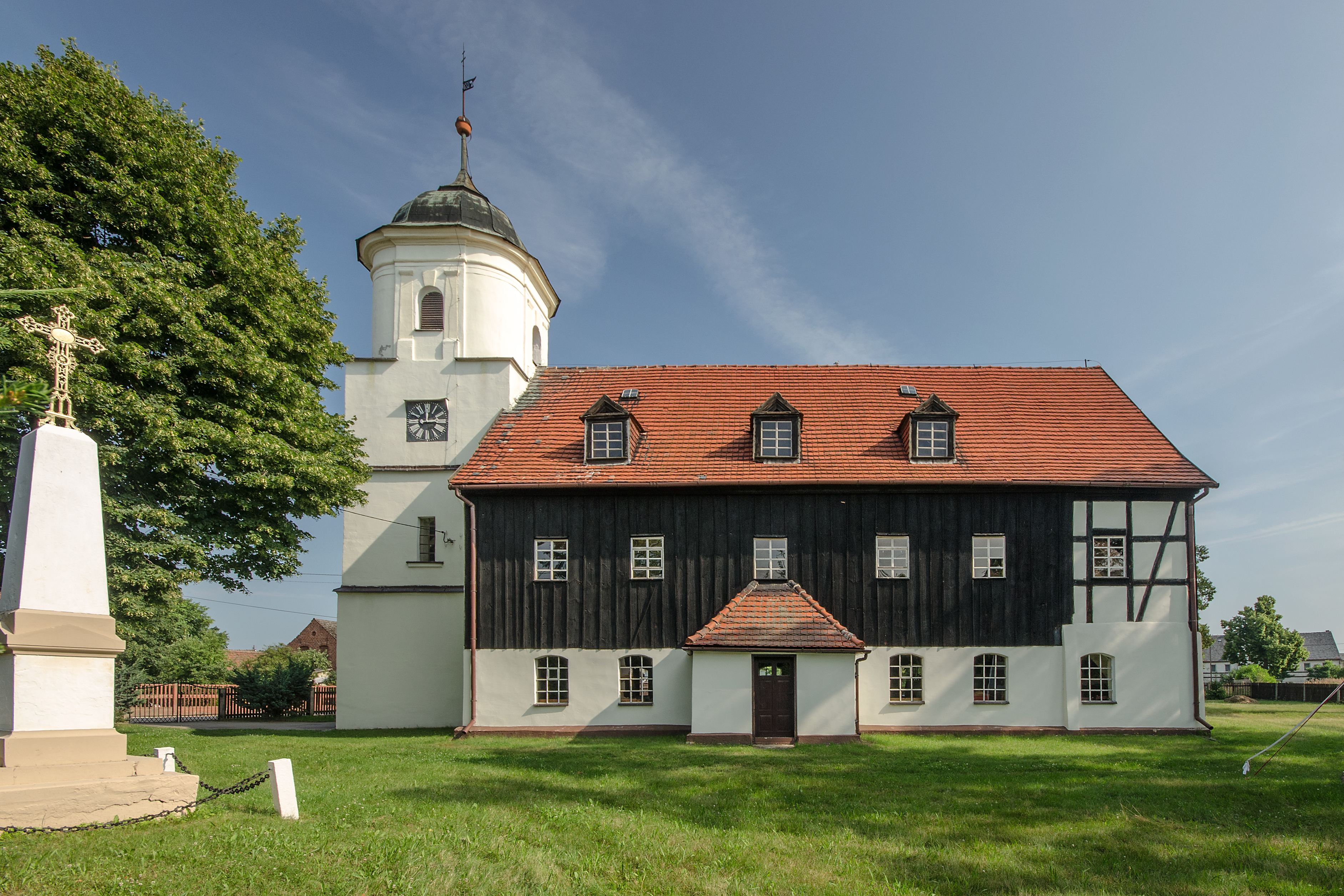
Kościół Niepokalanego Poczęcia NMP